# Andreas Gabalier
Andreas Gabalier, avstrijski pevec, * 21. november 1984, Friesach, Avstrija.
Je avtor uradne himne Svetovnega prvenstva v alpskem smučanju 2013 v Avstriji - Go for Gold .

## Diskografija
Albumi
- 2009 : Da komm’ ich her
- 2010 : Herzwerk
- 2011 : Volks-Rock‘n’Roller
- 2013 : Home Sweet Home

Singli
- 2008 : Amoi seg’ ma uns wieder
- 2009 : So liab hob i di
- 2009 : Es ist die Zeit
- 2011 : I sing a Liad für di
- 2011 : Sweet Little Rehlein
- 2013 : Go for Gold
- 2013 : Zuckerpuppen
- 2014 : Dieser Weg
- 2015 :  Hulapalu